# Askersunds flickskola
Askersunds flickskola var en svensk flickskola i Askersund; den hörde formellt ihop med Askersunds pojkläroverk, och de kallades med ett gemensamt namn för Prins Oscars goss- och flickläroverk. Den grundades av apotekaren Carl Göransson i Askersund i december 1812 och upphörde 1906. Den var den andra i raden av de fem första skolor i Sverige som gav högre undervisning till elever av kvinnligt kön.

## Historia
I likhet med Wallinska skolan i Stockholm tillkom Askersunds flickskola inte av ekonomiska orsaker, så som varit fallet med flickskolorna i Göteborg, utan som resultat av intellektuellt pedagogiskt missnöje över den bristfälliga undervisningen av flickor. Dess grundare, apotekaren Carl Göranson, var verksam i Stockholm men kom ursprungligen från Askersund, och intresserade sig mycket för undervisningsfrågor. Han grundade ett uppfostringssällskap i Askersund, som också grundade ett läroverk för pojkar; tillsammans kallades dessa skolor för Prins Oscars goss- och flickläroverk. Göranson var personligen ansvarig för skolorna och hade utarbetat planerna med ledning av lärare i Gävle, där det fanns en livlig debatt kring frågorna och diskussioner om att grunda ett flickläroverk.
Undervisningsprogrammet för flickor som låg till grund för skolan var den första av sitt slag i Sverige. Askersunds flickskola skulle enligt reglerna ha en föreståndare av kvinnlig kön med titeln "Gouvernante", som skulle undervisa eleverna i hushållskunskaper och moral och ha uppsikt över dem; hon hade också rätt att vägra ta emot elever om hon bedömde dem som olämpliga. 
Eleverna skulle i övrigt undervisas i samma teoretiska ämnen som eleverna i pojkskolan, och av samma (manliga) utbildade lärare från pojkläroverket.
Föreståndaren ansvarade för eleverna inför pastorn och direktionen, inte inför föräldrarna, vilket var nytt för en flickskola. I likhet med de flesta skolor av samma slag riktade sig skolan till elever inom borgerskapet och krävde avgift – det fanns dock en förtursrätt till elever som härstammade från skolans grundare. Dessa stadgar behölls i stort sett oförändrade i reglementet 1848 och 1876.
Skolan invigdes 1 augusti 1813 med femton elever mellan 8 och 12 år. Dess första föreståndare var Maria Margareta Lindeberg från Stockholm, som anställdes framför tre andra sökande i mars samma år med rekommendationer från kunglige sekreterare Borg och som beskrivs som kunnig i teckning, målning, franska, tyska, engelska och moralisk bildning. Lindeberg hade pedagogiska ambitioner och var sedan tidigare verksam som privatlärare, men hon avslutade sin anställning i mars 1817.
När allmänna folkskolan infördes i Sverige 1842 var det en av fem skolor i Sverige som gav en högre utbildning till elever av kvinnlig kön; de övriga var Brödraförsamlingens flickskola i Göteborg, Fruntimmersföreningens flickskola och Kjellbergska flickskolan i Göteborg och Wallinska skolan i Stockholm. Askersunds flickskola var tillsammans med Wallinska skolan den av de fem som gav den främsta akademiska utbildningen, även om den inte nådde upp till pojkläroverkens nivå.
Skolan ombildades 1887 i en sjuklassig flickskola med statsunderstöd. År 1906 uppgick skolan i Askersunds statliga samskola. 
Föreståndare
1. 1813–1817: Maria Margareta Lindeberg
2. 1817–1828: Louise Josephine Marie Vegult Nystrand
3. 1831–1841: Anna Gustafva Aspling
4. 1841–1843: Wendela Aurora Beckman
5. 1843–1845: Hermione Carolina Augusta Michaelina Rosaura Halden
6. 1845–1854: Brita Sophia Stridsberg
7. 1854–1865: Johanna Magdalena Bolin